# 남부 민주당원
남부 민주당원(Southern Democrats)은 미국 남부의 민주당 당원을 일컫는 표현이다.
남북 전쟁 이전 남부 민주당원은 대부분 잭슨 민주주의를 신뢰했다. 19세기에 남부 민주당원은 미국의 노예제를 옹호했고, 자유토지당에 반발하여 노예제가 서부 지역으로 확대되는 것을 촉구했다. 1870년대 후반 재건 시대가 끝나고 리디머 세력은 모든 남부 주들을 통제하고 흑인의 인권을 박탈한 남부 민주당원이었다.
민주당 출신 대통령 해리 트루먼 집권기 동안 인종 분리 금지 조항이 입법화되었던 1948년에 수많은 백인 남부 민주당원은 이에 반발했고, 이들이 주권민주당을 창당함으로써 남부 지역 대부분에서 민주당이 취했던 독점은 균열의 조짐을 보이기 시작했다. 주권민주당은 흔히 딕시크랫으로 불리는데 이들은 사우스캐롤라이나주 주지사 스트롬 서먼드를 대통령 후보로 추대했다. 1948년 미국 대통령 선거에서 해리 트루먼이 예상 외로 승리한 이후 딕시크랫은 해산됐다.
린든 B. 존슨 대통령은 민주당 소속이었지만 1964년 민권법과 1965년 선거권법에 서명했는데, 남부 민주당원은 이에 거세게 반발했다.
이후 공화당은 대선 때 남부 지역에서 우세해지기 시작해졌고 공화당 혁명 이후 남부 지역 주지사 선거와 국회의원 선거에서 다수를 차지했다. 21세기에, 그리고 특히 2010년 중간 선거 이후 공화당은 남부 주 대부분에서 민주당에 대해 견고한 이점을 얻었다.